# 秀茂坪天主教小學
秀茂坪天主教小學（英語：Sau Mau Ping Catholic Primary School）為一所香港的津貼小學，為天主教香港教區屬下小學，其附設的「潔心彌撒中心」則隸屬觀塘耶穌復活堂堂區。此校於1971年成立，並在2001年遷入位於寶達邨現址。

## 歷史
此校於1971年創立，初期僅設上午校，至1973年才增設下午校。及後，潔心彌撒中心遷入此校，並於六年後升格為「潔心堂」。
於1995-96年，由於同邨的天主教潔心學校及浸信宣道會明基小學因重建而結束，另宣基學校亦要暫停辦學兩年，此校遂接收上述學校所有未畢業學生。
由於原來的校舍亦受整體重建計劃影響，需於2003年拆卸，此校於2000年申請遷校，並獲批出位於同區寶達邨的新建校舍。至2001年9月，此校正式遷入新校舍，並將上、下午校合併為全日制學校。遷校翌年，設於此校的潔心堂，併入同區的耶穌復活堂堂區，並重新降格為彌撒中心。

## 班級
目前該校小學一年級至小學六年級，每級開設5班，每班有24至30人，合共30班。

## 校舍

### 秀茂坪邨舊校舍
舊校址位於前秀茂坪邨第25座側，為邨內11座標準的「火柴盒」小學之一。該校舍設有6層（包括地下），共有24間課室連特別室。
隨著秀茂坪邨重建及新校建成，校舍已於2001年騰空，至2003年拆卸。舊址於2009年完成重建，現為秀茂坪南邨秀好樓。

### 寶達邨新校舍
新校舍位於寶達邨，鄰近達康樓及達富樓，為一座早期型設計的小學千禧校舍，佔地6,217平方米。校舍綑綁於寶達邨一期工程合約內，由金門建築承建，於2001年5月完工。
學校共有課室30個、禮堂1個和操場3個。另外設有圖書館、創科學習中心、生態學習中心、英語室、視覺藝術室、音樂室等。
此校為區議會選舉中寶達選區的指定投票站。

#### 現時校舍圖集

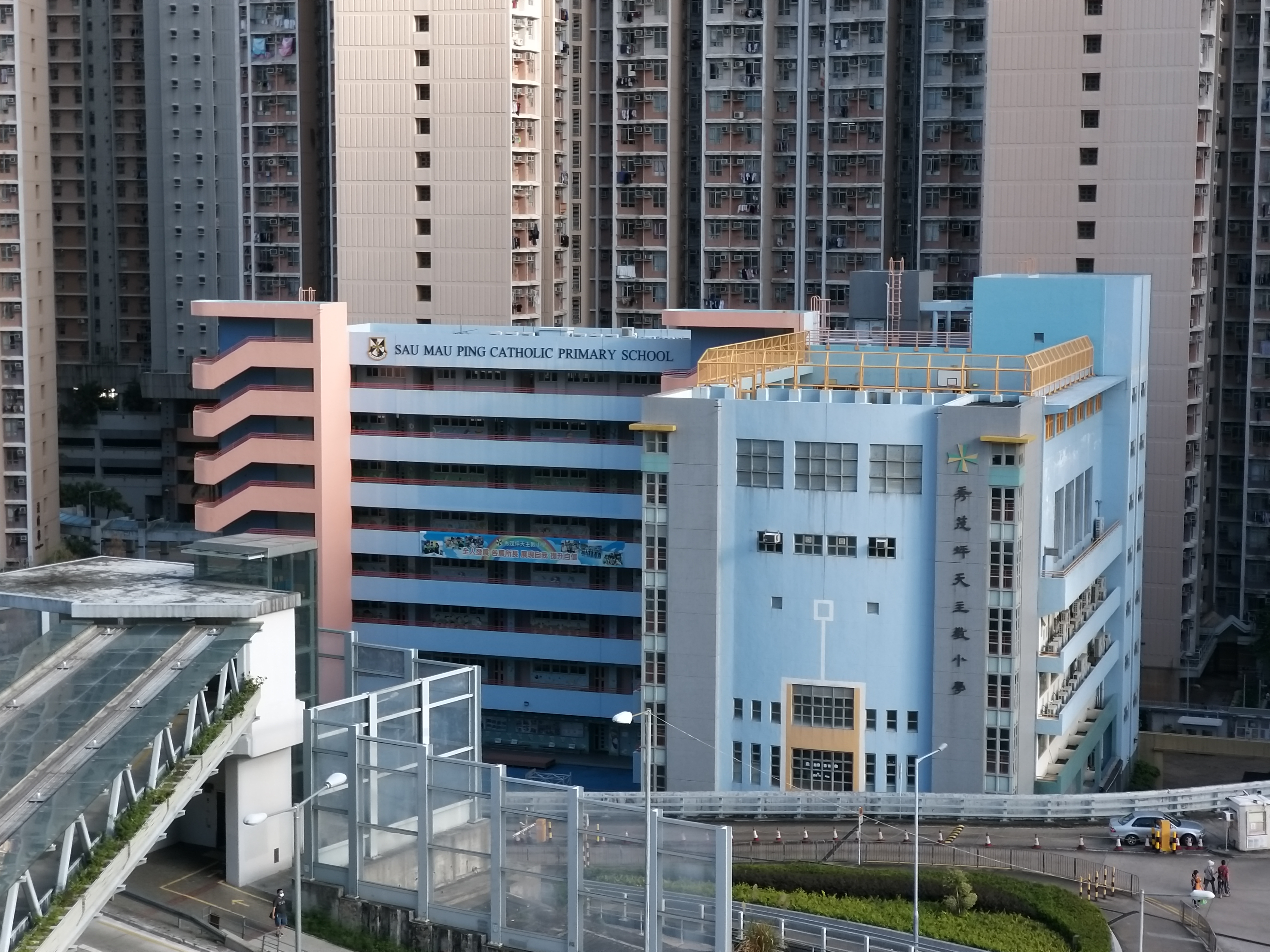
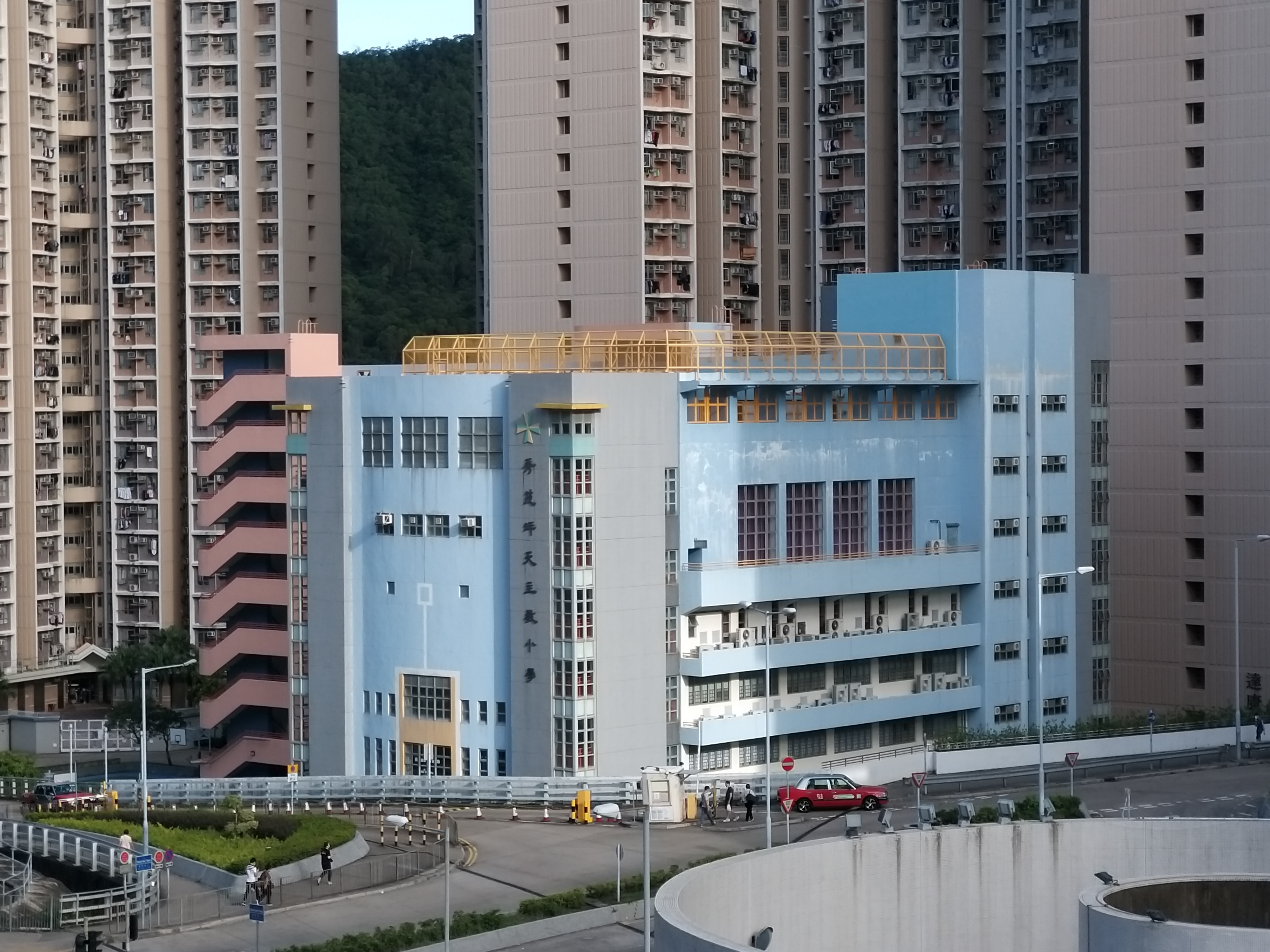
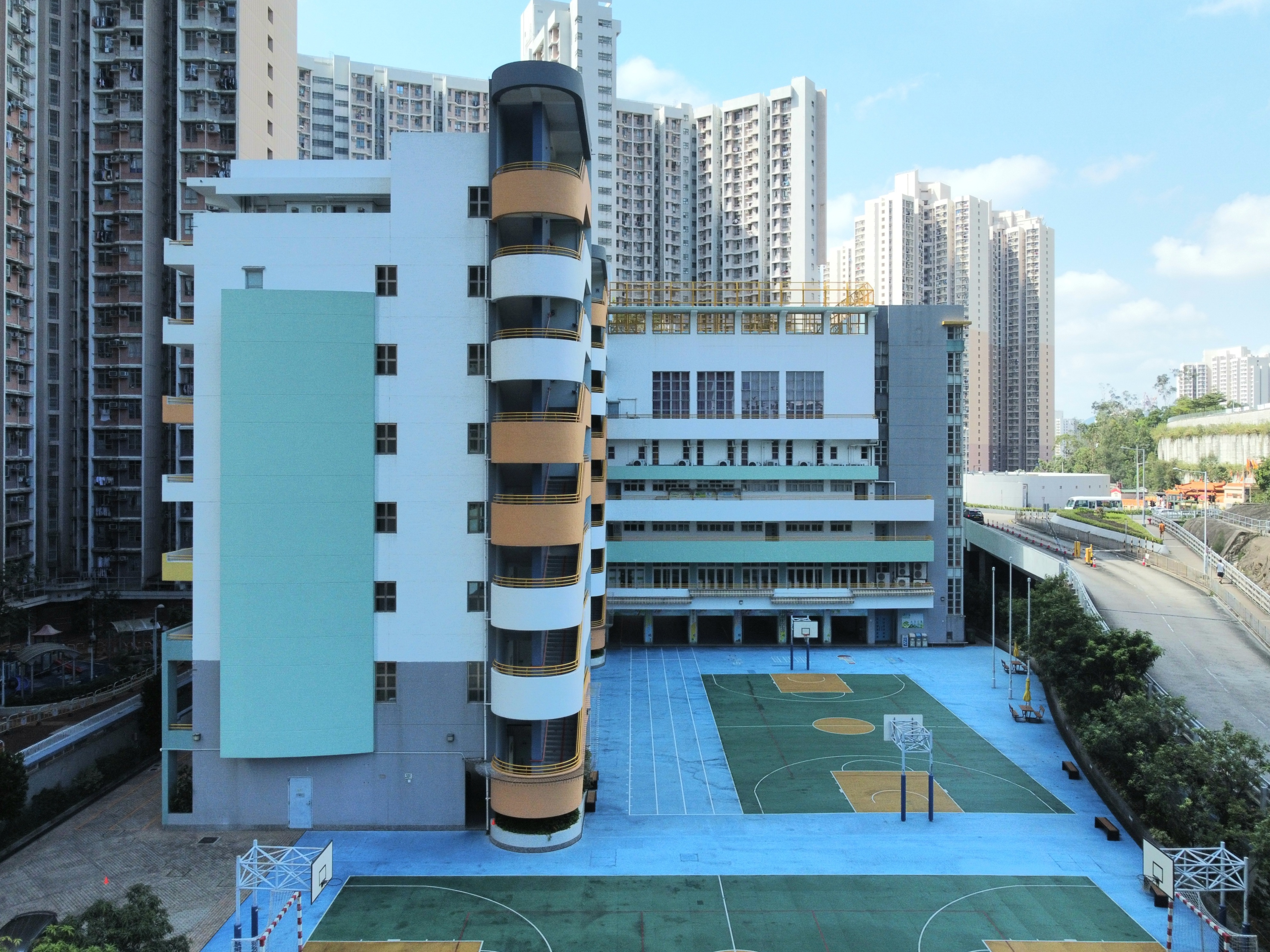

## 歷任管治人員

### 校監
- 周淑霞女士（1971年－1985年，創校校監，兼上午校校長）[12]
- 曾偉雄神父（1985年－1992年及1995年[13]－2000年）
- 龍厚榮神父（1992年－1995年，任內離世）[14]
- 李志源神父（2000年[15]－2009年）
- 馮賜豪神父（2009年－2020年）
- 馬德良神父（2020年起，現任校監）

### 校長

#### 上午校
- 周淑霞女士（1971年－1999年，創校校長）[16]
- 梁潔河女士（1999年－2001年，由石籬天主教小學調任）[17]

#### 下午校
- 方次先生（1973年－1998年，創校校長，退休後出任東莞工商總會張煌偉小學校監）
- 張偉菁女士（1998年－2000年，後轉職至聖文德天主教小學）
- 梁友聯先生（2000年－2001年，由柴灣海星小學調任，後平調至長洲聖心學校）[18]

#### 全日制
- 梁潔河女士（2001年－2003年，後平調至梨木樹天主教小學）
- 張子晉先生（2003年[19]－2011年，由鴨脷洲聖伯多祿天主教小學上午校調任）[20]
- 陳秀儀女士（2011年－2017年，後調至聖若翰天主教小學）
- 葉春燕女士（2017年－2025年，現任校長；原白田天主教小學及聖若翰天主教小學校長，後調至聖博德學校）
- 楊美嘉女士（2025年起）

## 事件
- 2010年5月27日，一名陸姓婦人因其就讀此校的女兒，在該學期的操行等第被下調至C級，於求見校長不果後，衝上此校7樓天台企圖跳樓自殺，最後在教師制止下返回安全位置，並送院檢查[20]。
- 2012年11月30日，此校一名女教師在帶同學生參觀香港科學館期間，被館外濕滑的渠蓋滑倒，導致背部受傷，事後因而無法復工。接近五年後，此校入稟控告康樂及文化事務署，就此事索償209萬元[21]。

## 知名校友
- 吳婉芳（1979年上午校畢業[22]）：前無綫電視藝員